# Puchavitjy
Puchavitjy (belarusiska: Пухавічы), även Puchovitji (ryska: Пуховичи) är en agropolis i Belarus. Huvudort i Puchavіtjy rajon. Den ligger i Minsks voblast, i den centrala delen av landet, 60 km sydost om huvudstaden Minsk. Antalet invånare är 2 800.

## Natur
Puchavitjy ligger 160 meter över havet Terrängen runt Puchavitjy är mycket platt. Närmaste större samhälle är Mar'іna Horka, 7,0 km väster om Puchavitjy.